# Simulium subnigrum
Simulium subnigrum är en tvåvingeart som beskrevs av Lutz 1910. Simulium subnigrum ingår i släktet Simulium och familjen knott. Inga underarter finns listade i Catalogue of Life.